# Баница (концентрационный лагерь)
Концентрационный лагерь Баница (нем. KZ Banjica, серб. Бањички логор) — концентрационный лагерь нацистской Германии, существовавший в период с июня 1941 по сентябрь 1944 годов. Лагерь располагался в одноимённом пригороде Белграда тогдашней Югославии. Создавался изначально с целью содержания пленных, но позже сюда стали доставлять евреев, сербских коммунистов, цыган и захваченных партизан. Количество зарегистрированных заключённых в лагере составило 23 637 человек. Комендантом лагеря был офицер гестапо Вилли Фридрих. Его помощники из сербской полиции Светозар Вуйкович (серб. Светозар Вујковић) и Джордже Космаяц (серб. Ђорђе Космајац) печально прославились своим садизмом по отношению к заключённым.
Зданиями для концлагеря служили казармы югославских солдат, построенные до немецкой оккупации.
Первая массовая казнь прошла 17 декабря 1941 года, когда были расстреляны 170 заключённых.
Деревня Яинцы служила местом казни для узников Баницы. Лагерь был закрыт в 1944 году, а его оставшиеся узники были расстреляны.
На месте концлагеря ныне находится музей, открытый в 1969 году. Концентрационный лагерь имеет статус памятника культуры.